# Joel Spolsky
Avram Joel Spolsky (Albuquerque, Nuevo México, Estados Unidos, 1965) es un ingeniero de software y escritor. Es el autor de Joel on Software, un blog acerca del desarrollo de software y el creador de la app de administración de software llamada Trello. Fue el encargado del equipo de Microsoft Excel entre 1991 y 1994. Más tarde fundó Fog Creek Software en el 2000 y lanzó el blog de Joel on Software. En 2008, lanzó junto con Jeff Atwood, Stack Overflow, un sitio colaborativo para preguntas y respuestas sobre la programación. Partiendo del mismo sistema ha creado una red de 170 webs dedicadas a las preguntas y respuestas de distintas temáticas.

## Biografía
Spolsky creció en Albuquerque, Nuevo México, y vivió allí hasta sus 15 años de edad. Luego se mudó junto con su familia a Israel, donde fue al instituto y cumplió con el servicio militar obligatorio en la Brigada de Paracaidistas. Fue uno de los fundadores de Kibbutz Hanaton en la Baja Galilea. En 1987, volvió a Estados Unidos para ir a la Universidad de Pensilvania. Un año más tarde cambió a la Universidad de Yale, donde fue miembro del Pierson College y se graduó en 1991 con un BS summa cum laude en Informática.
Spolsky empezó a trabajar en Microsoft en 1991 como encargado del equipo de desarrollo de Microsoft Excel, donde él mismo diseñó Excel Basic y se encargó de la estrategia de Visual Basic for Applications. Más tarde, en 1995, se mudó a Nueva York, donde trabajó para Viacom y Juno Online Services.
En el 2000, fundó Fog Creek Software y creó el blog Joel on Software, el cual fue uno de los primeros blogs creado por un empresario.
En 2005, Spolsky coprodujo y apareció en Aardvark'd: 12 Weeks with Geeks, un documental que trataba sobre el desarrollo de Project Aardvark, una herramienta de asistencia remota creada por Fog Creek.
Spolsky también cofundó, junto con Jeff Atwood, Stack Overflow, un sitio de preguntas y respuestas sobre la programación. En la actualidad es el CEO de dicha compañía.
En 2011, Spolsky lanzó Trello, una herramienta para la gestión en línea de proyectos inspirada en el método Kanban.
En 2016, anunció que Anil Dash pasaba a ser el nuevo CEO de Fog Creek Software, pasando él a ser miembro de la junta.
Es autor de cinco libros, incluyendo User Interface Design for Programmers y Smart and Gets Things Done. Es también el creador de "The Joel Test".
Spolsky acuñó el término fix it twice como método para mejorar procesos. Este implica un arreglo rápido del problema para, más tarde, hacer un segundo arreglo más lento sobre la raíz del mismo.
Su uso del término Shlemiel the painter's algorithm, refiriéndose a un algoritmo que no es escalable debido a que realiza demasiadas acciones redundantes, fue descrito por Scott Rosenberg como un ejemplo de buena redacción.
Hizo una aparición en la conferencia WeAreDevelopers de 2017, hablando sobre cómo los programadores están escribiendo el guion del futuro.
En su discurso, Spolsky habla acerca de cómo el software se está comiendo el mundo. Cómo se está haciendo cada vez más evidente la interacción de la gente con el software en su día a día y cómo los desarrolladores están ayudando a dar forma a cómo el mundo funcionará mientras la tecnología sigue cambiando. Él usa la metáfora: "somos simples vegetales flotando en una sopa de software", refiriéndose a nuestro uso constante del software para las tareas más mundanas, como el trabajo, las interacciones sociales, o pedir un taxi.